# Manjarrés
Manjarrés település Spanyolországban, La Rioja autonóm közösségben. Manjarrés Alesón, Ventosa, Santa Coloma, Bezares, Arenzana de Arriba és Tricio községekkel határos. Lakosainak száma 107 fő (2024).

## Népesség
A település népessége az elmúlt években az alábbi módon változott:
| Lakosok száma | 140  | 130  | 155  | 148  | 141  | 115  | 116  | 121  | 110  | 107  |
|               | 2001 | 2004 | 2007 | 2009 | 2012 | 2014 | 2017 | 2019 | 2022 | 2024 |